# Boardwalk Hall
 (avril 2025).
La Boardwalk Hall est une salle omnisports située à Atlantic City. Sa jauge est de 17 000 places. Construit en 1926 et inauguré en 1929, le bâtiment est alors détenteur du record du plus grand espace couvert d'un seul tenant au monde. Il a aussi pour particularité d'accueillir deux orgues, dont l'un est le plus grand au monde et également le plus grand instrument jamais construit, le Boardwalk Hall Auditorium Organ.

## Histoire

Le bâtiment en 1992.

La salle est construite en 1926 et inaugurée en 1929.

## Événements
- Concours Miss America,
- Tournoi de basket-ball Atlantic Ten Conference,
- WrestleMania IV et V,
- Finale de la Fed Cup 1996.
- Concerts de The Rolling Stones, lors du Steel Wheels / Urban Jungle Tour, les 17, 19 et 20 décembre 1989. Une des 3 performances a été diffusé à la télévision à la carte et est largement retenu par les fans pour un incident où les téléspectateurs ont été coupés de la performance pendant la chanson "(I Can't Get No) Satisfaction", ainsi qu'a la performance de "Miss You" dans certains pays.
- Skate America 2005, du 20 au 23 octobre 2005
- Concert de Madonna (The MDNA Tour), 15 septembre 2012
- Concert de Lady Gaga, The Born This Way Ball Tour, 2 mars 2013
- Concert de Lady Gaga (artRAVE : The ARTPOP Ball), 28 juin 2014
- Concert de Madonna (Rebel Heart Tour), 3 octobre 2015